# 帕拉第奥母题

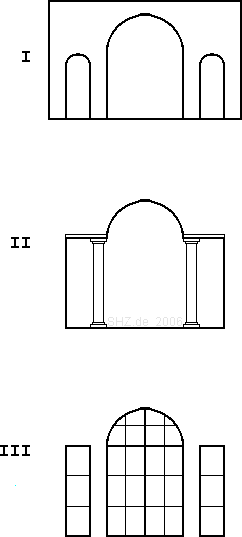
帕拉第奥母题的演变

帕拉第奥母题（英語：Palladian motive）又称塞利奥拱（義大利語：Serliana）、威尼斯窗（德語：Venezianisches Fenster）是由拱券、柱式、壁柱、墙壁等建筑部件构成的一种组合。由于这一搭配很流行，经常为后世的建筑师引用，也可以被视为一个独立的建筑元素。

## 历史
帕拉第奥母题最早出现于文艺复兴建筑：塞巴斯蒂亚诺·塞利奥在威尼斯的圣马可图书馆开始尝试把券柱式的拱券架设在一对纵向的双柱上；伯拉孟特和拉斐尔都在建筑设计中引用过这一母题。
1549年，安德烈亚·帕拉第奥在对维琴察的帕拉底歐巴西利卡进行改造时，增建了楼层，并在上下层都加了一圈外廊。帕拉迪奥大胆创新，在每间中央按适当比例发一个券，把券脚落在独立的两个小柱子上，使得每个开间里面有3个小开间，两个方形的夹着一个发券的，以发券的为主，并在券的两侧各开一个圆洞，完善了这一构图。
这种构图是柱式构图的重要创造，圣马可图书馆二层立面和巴齐礼拜堂内部侧墙都采用过，但在比例和细节上要数这个巴西利卡的最成熟，因此得名“帕拉迪奥母题”。后来。这一母题以他的名义在英语地区流行。

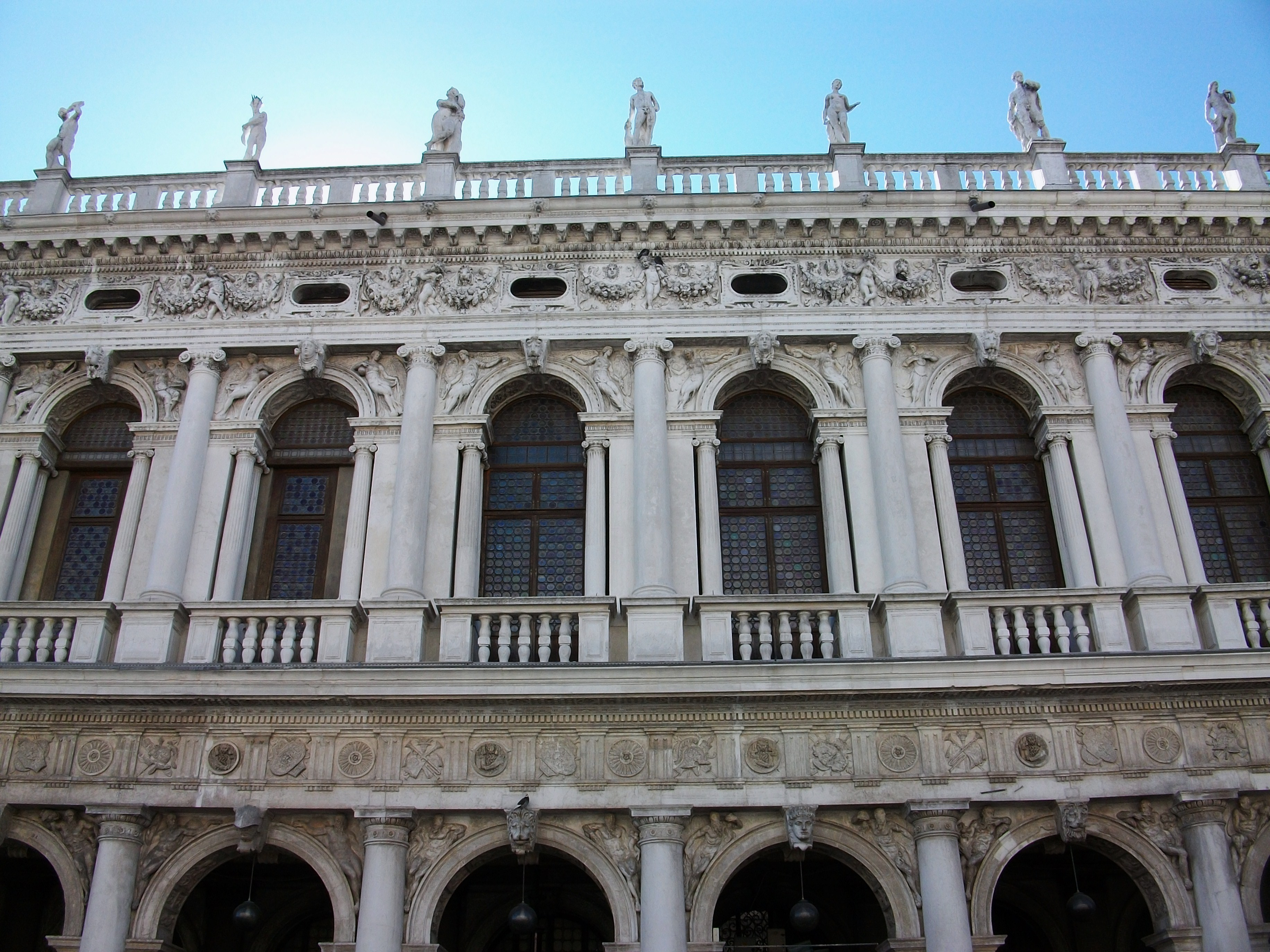
意大利威尼斯圣马可图书馆：母题的前身
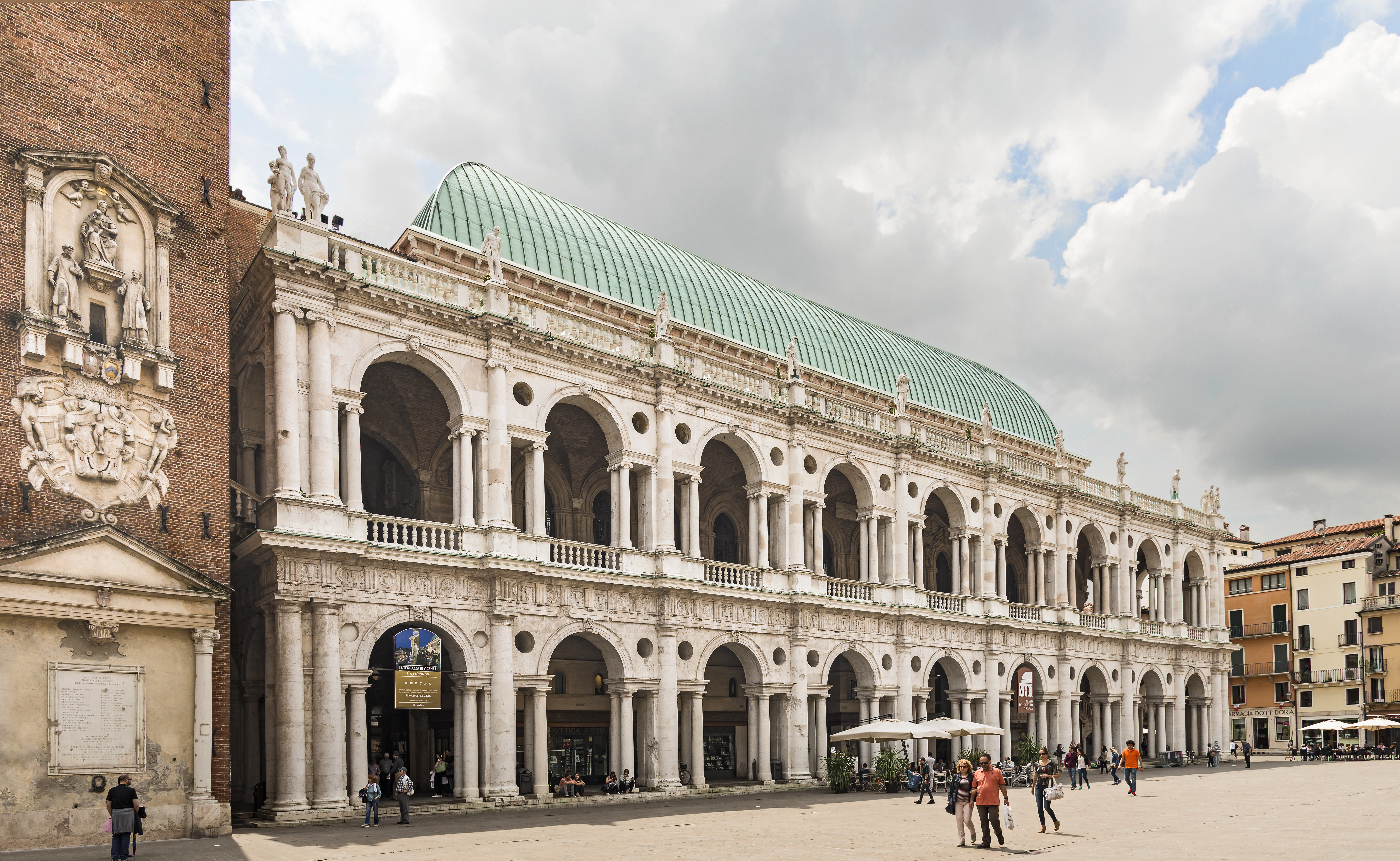
意大利维琴察帕拉第奥巴西利卡：成熟的母题